# Stadio Florencio Sola
Lo Stadio Florencio Sola (in spagnolo Estadio Florencio Sola) è uno stadio argentino situato a Banfield, in provincia di Buenos Aires.

## Storia

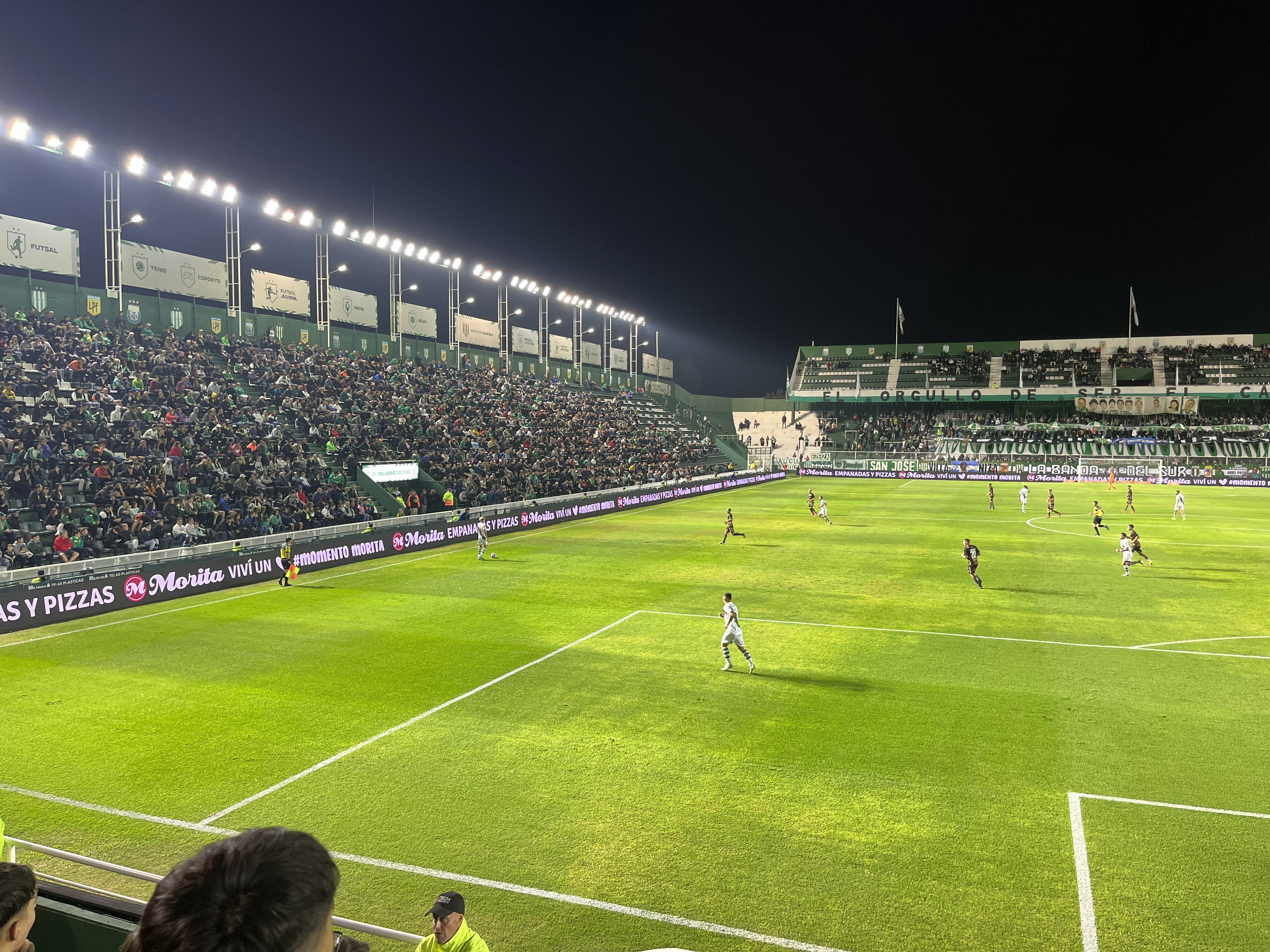
L'Estadio Florencio Sola durante una partita tra Banfield e Platense (2023)

Inaugurato il 6 ottobre 1940, ospita le partite casalinghe del Club Atlético Banfield. Ha una capienza di 34 901 persone. Il suo nome deriva da Florencio Sola, presidente del Banfield dal 1947 al 1954. Nel 2006 è stato sottoposto a lavori di ristrutturazione degli impianti di illuminazione, delle tribune e delle postazioni radiofoniche e televisive in seguito alla qualificazione del club locale alla Coppa Libertadores.